# Yangwang U7
L'U7  est une berline électrique développée par le constructeur automobile chinois Yangwang, filiale du groupe BYD, à partir de 2024.

## Présentation

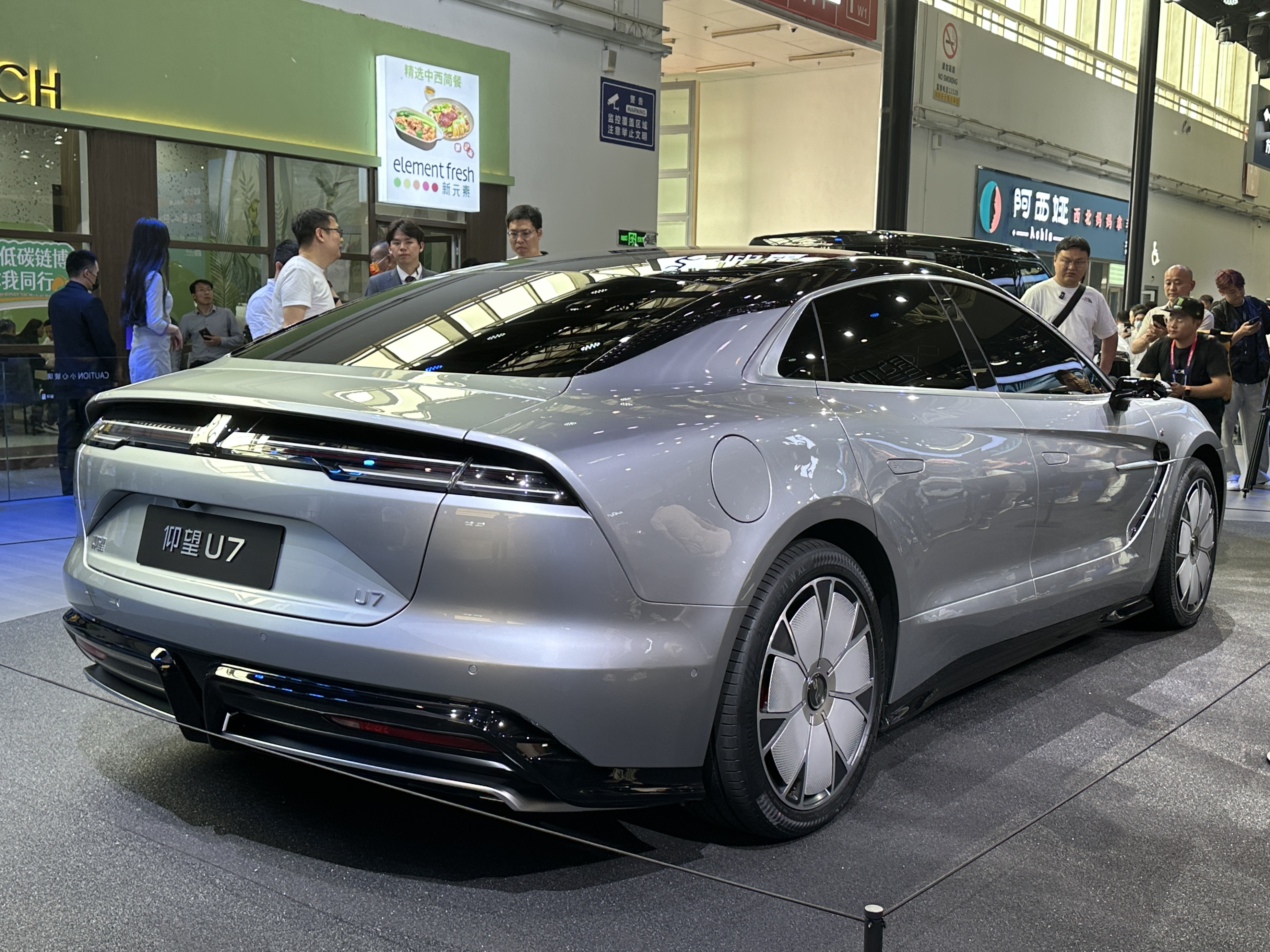
Vue de l'arrière.

La Yangwang U7 est présentée le 11 janvier 2024. Elle est considérée comme la voiture la plus aérodynamique du monde dû à son coefficient de traînée égale à 0,19 .

## Caractéristiques techniques

### Motorisations
L'U7 dispose de quatre moteurs électriques pour une puissance totale de 1 300 ch 